# المفریهات
ال مفریهات یک منطقهٔ مسکونی در عربستان سعودی است که در استان مدینه واقع شده‌است.